# Seahenge
Seahenge, noto anche come Holme I, è un monumento preistorico rinvenuto nel villaggio di Holme-next-the-Sea, vicino a Old Hunstanton, nella contea inglese di Norfolk, costruito nel XXI secolo a.C., durante la prima Età del bronzo.

## Il sito

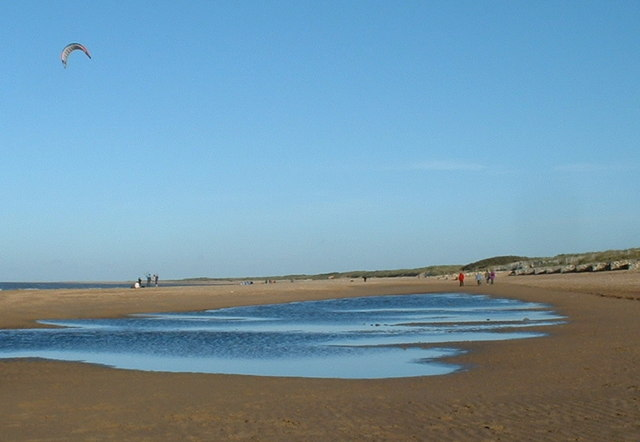
Spiaggia a Old Hunstanton

Il sito consisteva in un anello esterno composto da cinquantacinque tronchi di quercia a formare una sorta di recinto di circa 7 per 6 metri (23 ft × 20 ft). Invece di essere messe in fori singoli, le travi erano state disposti intorno ad una trincea di costruzione circolare. I tronchi vennero tagliati a metà e posti in cerchio, attorno a una radice capovolta, in modo che la parte con la corteccia fosse rivolta all'esterno del cerchio, lasciando all'interno la parte dove era stato praticato il taglio (ad eccezione di un tronco, ruotato di 180 gradi rispetto agli altri). Uno dei tronchi aveva una stretta fessura a Y, forse per permettere l'ingresso; di fronte a questo, era posto un tronco che impediva di vedere all'interno del cerchio.
I tronchi erano infossati a una profondità di 1 metro (3,3 ft) nella spiaggia odierna, ma è ignoto quanto fossero alti in origine.
Anche se l'esistenza di questa struttura era nota agli abitanti del luogo, Seahenge venne così battezzato dalla stampa, nel 1998, ispirandosi alla più nota Stonehenge nel Wiltshire. La notorietà del sito è cresciuta a causa di manifestazioni contrarie allo scavo organizzate dagli abitanti di Holme-next-the-Sea, che avrebbero voluto mantenere nella città il sito turistico, e dai neopagani, che reputavano la rimozione della struttura un insulto alle credenze religiose dei suoi originali costruttori.

## Costruzione
Seahenge venne costruito durante l'Età del bronzo, un periodo che ha visto la crescente adozione di agricoltura e vita sedentaria in Gran Bretagna. Chi ha costruito il monumento ha fatto uso di almeno una cinquantina di asce in bronzo, che sono stati utilizzate per modellare il legno alla lunghezza e nella forma voluta, in un momento in cui, gli archeologi ritengono, gli strumenti in bronzo erano ancora relativamente rari, essendo stati introdotti in Gran Bretagna solo qualche secolo prima.
Utilizzando varie tecniche, gli archeologi sono giunti alla conclusione che gli alberi utilizzati nella costruzione del monumento erano stati tutti abbattuti nello stesso anno, il 2049 a.C., mentre la condizione dell'alburno indicava un abbattimento in primavera o all'inizio dell'estate. Secondo lo scrittore Charlie Watson «la conferma che tutti gli alberi siano stati abbattuti nello stesso periodo suggerisce che la costruzione del cerchio sia stato un singolo evento. Inoltre, una grande quantità di lavoro che sarebbe servita all'abbattimento, trasporto, preparazione ed erezione dei tronchi, quindi è probabile anche che il lavoro è stato fatto da un gran numero di persone - forse un'intera comunità o una famiglia allargata».
Seahenge venne originariamente costruito su una palude d'acqua salata, e nel corso dei secoli la zona è diventata una zona d'acqua dolce, grazie alla crescita di una barriera al largo che ha impedito all'acqua di mare di raggiungere l'area attorno al sito. Questo a sua volta ha permesso la crescita di ontani, che hanno creato uno strato di torba sopra le distese fangose. Con l'aumento del livello del mare, la sabbia ha cominciato a coprire la torba. Attraverso questo processo, Seahenge alla fine si è trovata dall'entroterra ad essere sulla spiaggia, dove è stato rinvenuto dopo una forte erosione di sabbia e torba alla fine del XX secolo, quattromila anni dopo la sua costruzione originale.

### Scopo
I ricercatori sono stati in grado di determinare l'attività Seahenge nei secoli successivi alla costruzione, e il suo scopo è di conseguenza sconosciuto. Tuttavia, la presenza di ceramiche risalenti alla Media e alla Tarda età del bronzo presso il sito suggerisce che sia restato un punto focale anche secoli dopo la costruzione. Le teorie sul sito si sono concentrati sull'idea di inversione, come rappresentato dal cippo centrale posto a testa in giù e dal singolo palo ruotato di 180 gradi rispetto agli altri. Il tema dell'inversione, è stato notato che in alcuni siti di sepoltura risalenti all'inizio dell'età del bronzo.
Seahenge è così chiamato per analogia con Stonehenge, sebbene non sia in possesso di un vero e proprio henge e sembra aver avuto una funzionalità minore.
Una teoria di utilizzo è che Seahenge fosse luogo dove veniva pratica la scarificazione dei cadaveri, lasciandoli in balia di animali ed elementi naturali, piuttosto che un henge.

## Scoperta, scavo e restauro
All'inizio della primavera, 1998, John Lorimer, archeologo dilettante, trovò una testa di ascia risalente all'Età del bronzo nel limo, ma in un primo momento non sapeva cosa fosse. Incuriosito, Lorimer visitò la zona più volte, fino a trovare un solitario ceppo di albero che era merso sulla spiaggia, insolitamente a testa in giù. Dopo altri ritrovamenti, grazie all'aiuto di un'amica dotata di cercametalli, e riconosciuto l'importanza del sito, ha contattato il Museo del Castello di Norwich. Gli archeologi del museo hanno esaminato la testa d'ascia, la seconda trovata a Holme Beach in pochi mesi. Lentamente, l'erosione delle onde ha rivelato l'esistenza di un anello formato da pali di legno, segno di una costruzione artificiale.
Il museo contattò Edwin Rose, del Norfolk Landscape Archaeology's Development che, in un primo momento, ritenne essere il sito una trappola per pesci costruita dagli anglosassoni, relativamente comune per l'area, ma ha in seguito deciso di contattare l'English Heritage per finanziare lo scavo.

### Scavo e polemiche
Lo scavo archeologico a Seahenge iniziò nell'ottobre 1998, diretto da Mark Brennand della Norfolk Archaeological Unit. Si è dimostrato un luogo difficile da scavare: a causa delle maree, i lavori per scavare la trincea erano limitati da una a quattro ore al giorno. Un campione per l'analisi dendrocronologica venne estratto dal ceppo centrale e inviato all'Università di Sheffield. Nel gennaio 1999, i risultati preliminari indicarono il monumento come risalente all'Età del bronzo. Nonostante la stima di spese ingenti, l'English Heritage ha deciso di continuare lo scavo, perché il sito stava iniziando a erodersi: sezioni di legno erano stato esposto a corrosione da ossigeno e salamoia, dopo millenni, protetto nel fango.
Inizialmente, c'era poco interesse da parte dei media dello scavo, riportato solo in pubblicazioni archeologiche come il British Archaeology del Council of British Archaeology e alcuni giornali locali del Norfolk. Il 9 gennaio 1999, un articolo di Michael McCarthy sul The Independent intitolato «Shifting Sands Reveal 'Stonehenge of the Sea'» ("Le sabbie mobili rivelano la 'Stoenhenge del mare'"). L'articolo venne ripreso da vari giornali che iniziarono a paragonare il sito a Stonehenge, nonostante le molte differenze tra i due siti, tanto che la nuova scoperta venne denominata "Seahenge".
I neopagani e sostenitori dei movimenti New Age erano contrari allo scavo e allo spostamento del sito, in quanto sentivano di avere una sorta di "proprietà spirituale del cerchio". Dello stesso parere erano le organizzazioni locali che avrebbero voluto creare una nuova meta turistica locale; a queste, si contrastarono le rimostranze del Norfolk Wildlife Trust e di alcune associazioni ambientaliste locali, preoccupate per la fauna della zona, dato che già nei primi tre mesi del 1999 il sito aveva attirato circa 5 000 visitatori che avrebbero disturbato l'alimentazione degli uccelli trampolieri dell'Holme Dunes National Nature Reserve.
Geoffrey Wainright, capo archeologo dell'English Heritage, diede il via libera allo scavo completo nel marzo 1999. Il costo della procedura ammontò a 500000 £ e i legname venne spostato al Fenland Archaeological Trust di Flag Fen nel Cambridgeshire.
Il gruppo di scavo, oltre alle difficoltà dovuta alle maree e alla conservazione della fauna che si era stabilita nel sito, ha dovuto anche difendersi dalle proteste degli abitanti e dei gruppi neopagani; delegati dell'English Heritage hanno discusso con i protestanti, ma nessuno è riuscito a trovare una soluzione comune. Uno dei più accesi contestatori, il Neopagano e conservatore Buster Nolan, ha dichiarato all'Eastern Daily Press che «Seahenge ha più significato e potere sulla spiaggia qui a Holme che in qualsiasi altro posto... Qui vengono spesi 60 mila dollari da archeologi che si danno pacche sulla schiena, raccontandosi a vicenda di star facendo la cosa giusta. È una farsa». Nolan si rivolse ad alcuni avvocati locali nel tentativo di ottenere che i tribunali intercedessero per conto dei protestanti, ricevendo offerte dal Council of British Druid Order e da un uomo d'affari locale, Mervyn Lambert, che ha detto ai giornalisti che «il popolo di Norfolk dovrebbe avere più palle... mi meraviglio che stiano permettendo che ciò accada.» Gli avvocati rifiutarono di esaminare il caso, credendo che non potrebbe vincere contro l'English Heritage.
English Heritage ottenne un'ingiunzione provvisoria che vietava l'avvicinamento al sito ai manifestanti più importanti nelle vicinanze del sito, tra cui Des Crow, Geoff Needham, Buster Nolan e Rollo Maughfling, che erano saliti in cima a Seahenge per declamare una proclamazione in otto punti. Needham e Maughfling contestarono con successo il divieto, poiché la corte ha convenuto che nessuno dei due aveva tentato di ostacolare il lavoro degli archeologi. La pubblicità e le polemiche che circondavano lo scavo hanno portato la compagnia televisiva britannica Channel 4 a commissionare un episodio speciale della serie archeologica Time Team che documentasse lo scavo stesso e mettesse in scena una ricostruzione archeologica sperimentale del sito durante l'Età del bronzo. Dopo diverse settimane di lavoro, gli archeologi decisero di rimuovere fisicamente i legni principali dal sito, un evento per il quale i media erano stati informati. All'evento si radunarono diversi manifestanti, tra cui una giovane manifestante che corse sotto la corda che delimitava il sito e si diresse verso lo scavo.

### Conservazione
Con Seahenge scavato, i tronchi con cui era stato costruito furono trasportati a cinquanta miglia di distanza al Fenland Archaeology Trust a Flag Fen nel Cambridgeshire, dove vennero velocemente immersi in acqua dolce per la conservazione. I tronchi sono stati quindi ripuliti dal fango e posti in un deposito permanente. L'English Heritage ha utilizzato la tecnologia di scansione laser per ottenere immagini precise del legno in tre dimensioni, consentendo agli archeologi di creare un modello virtuale dell'intero sito.
A Flag Fen, è stato quindi continuamente immerso in acqua emulsionata con cera per sostituire lentamente (nel corso degli anni) l'umidità nel legno con la cera. Successivamente è stato trasferito a Portsmouth, dove gli esperti di archeologia marittima del Mary Rose Trust hanno continuato il programma nel loro sito appositamente costruito. Seahenge è ricreato vicino al suo sito originale, al Lynn Museum di King's Lynn nell'aprile 2008.

## Holme II
Cento metri a est, è stato trovato un altro anello più antico, costituito da due cerchi concentrici di legno che circondano una due tronchi di quercia. Conosciuto come Holme II, risale ai secoli prima di Holme I (2400-2030 a.C. circa) sebbene i due siti possano essere stati utilizzati insieme. Sebbene anch'esso minacciato dal mare, questo sito è stato lasciato in situ ed esposto alle azioni di marea del mare.